# HD 40307 f
HD 40307 f là một hành tinh ngoài hệ Mặt trời quay quanh ngôi sao HD 40307. Nó nằm cách 42 năm ánh sáng đi theo hướng nam của chòm sao Hội Giá. Hành tinh được phát hiện bằng phương pháp vận tốc hướng tâm, sử dụng bộ máy HARPS của Đài thiên văn Nam châu Âu  bởi một nhóm các nhà thiên văn học do Mikko Tuomi tại Đại học Hertfordshire và Guillem Anglada-Escude thuộc Đại học Gottech dẫn đầu, Đức.
Hành tinh này là hành tinh thứ năm tính từ ngôi sao, ở khoảng cách khoảng 0,25 AU (so với 0,39 AU đối với Sao Thủy) với độ lệch tâm không đáng kể.
Khối lượng tối thiểu của HD 40307 f là 5,2 so với Trái Đất và các mô hình động cho thấy nó không thể nhiều hơn nữa (và do đó được đo gần với cạnh trên). Các hành tinh như thế này trong hệ thống đó được coi là "siêu Trái Đất".
Mặc dù HD 40307 f gần với ngôi sao hơn so với sao Thủy so với Mặt trời, nó bị bức xạ (nhẹ) ít hơn so với sao Thủy vì sao mẹ mờ hơn ngôi sao của chúng ta. Nó vẫn nhận được nhiều nhiệt hơn so với sao Kim (như Gliese 581 c) và nó có tiềm năng hấp dẫn hơn so với sao Kim. HD 40307 f có nhiều khả năng là siêu sao Kim hơn là "siêu Trái Đất".
Hơn nữa, các hành tinh b, c và d được cho là đã di chuyển từ các quỹ đạo bên ngoài; và hành tinh b được dự đoán là một sao Hải Vương. Có khả năng hành tinh này hình thành hơn nữa. Cho dù đó là một sao Hải Vương hay siêu sao Kim, có lẽ, là một điểm cần thiết.